# NGC 152
NGC 152 (ook wel ESO 28-SC24) is een open sterrenhoop in de Kleine Magelhaense Wolk in het sterrenbeeld Toekan.
NGC 152 werd op 20 september 1835 ontdekt door de Britse astronoom John Herschel.